# 金子英樹
金子 英樹（かねこ ひでき、1963年 - ）は日本の実業家、プログラマ、システムエンジニア。シンプレクス・ホールディングス株式会社創業者、同社代表取締役社長。

## 人物
東京都立青山高等学校を経て、1983年一橋大学法学部入学。大学時代六本木のディスコで働く。大学卒業後の1987年、大前研一の影響でコンサルタントを志してアーサー・アンダーセン入社。生命保険会社のシステム開発事業などにプログラマーとして参加。アメリカ合衆国シカゴでの本社勤務を経て、1990年退社。 
アメリカでの上司からシリコンバレーのベンチャー企業への転職を誘われ、キャッツ・ジャパンアカウントマネジャーに就任。同社の東京オフィス立ち上げに携わる。その後、1991年からソロモン・ブラザーズ・アジア証券情報システム部門勤務。1994年社内MVPを受賞。同社デリバティブ・アナリシス部門ヴァイスプレジデントを務めたのち退社。 
1997年に株式会社シンプレクス・リスクマネジメント（現シンプレクス）を設立。金融機関向けディーリングシステムの開発などで急速に事業を拡大させ、2005年には東京証券取引所一部に上場させた。また2009年度から義務付けられた役員報酬開示制度では、1億7800万円の報酬を受けていることが公表された。